# Harald Franssen
Pour les articles homonymes, voir Franssen.
Harald Franssen, né le 18 mai 1974 à Bruxelles (province de Brabant) et mort le 5 novembre 2024 à Namur (région wallonne), est un réalisateur, dessinateur, et auteur de bande dessinée belge francophone. Connu pour avoir écrit le roman graphique Un cœur en commun - La belge histoire de la sécurité sociale retraçant la genèse de la sécurité sociale en Belgique. Également connu sous son seul prénom Harald.

## Biographie

### Jeunesse et formation
Harald Franssen naît le 18 mai 1974 à Bruxelles,. Il grandit au Congo (République démocratique du Congo). Il habitera à Louvain-la-Neuve et ensuite il vivra vingt ans à Liège.
Il étudie à l’École supérieure des arts Saint-Luc de Liège d'où il sort en 1997. 

### Début de carrière
Il travaille dans différentes agences de communication. Depuis 2004, il se consacre uniquement à son travail de dessinateur. Il travaille dans le web design et comme dessinateur de studio, ainsi que comme storyboarder, dans le cinéma d’animation mais aussi la série. Il collabore ainsi sur les deux saisons de Sammy & Co et la première saison de 7 dwarfs and me [« 7 nains et moi » ] (qui mélange prises de vue réelles et animation) visible sur Netflix. Au cinéma, il collabore au film The Shift et Plein la vue de Philippe Lyon, produits par Tarentula. Il collabore également comme second dessinateur pour les jeux et livres pour enfants de Mega Mindy pour Studio 100. 
Il déclare en interview : « Ma passion, c’est raconter des histoires. La bd, c’est l’art léger par excellence. Il ne demande pas tellement de moyens et pourtant il est extrêmement puissant. Partir d’une feuille blanche et donner vie à une histoire est un processus étonnant. »
Parmi ses influences, il cite Franquin et Hergé parmi les premiers. Il est marqué par L’Appel de l’espace de Will Eisner, Les Innommables de Yann et Conrad, Akira de Katsuhiro Ōtomo, Les Machines incertaines et Instantanés pour Caltech de Walthéry et Borgers, Calvin et Hobbes de Bill Watterson, tant que par Hugo Pratt ou Tardi.

### Un cœur en commun - La belge histoire de la sécurité sociale
En décembre 2019, la sécurité sociale, en Belgique, fête ses 75 ans d’existence. Il publie le roman graphique intitulé : Un cœur en commun - La belge histoire de la sécurité sociale aux éditions parisiennes Delcourt en 2020. Cette bande dessinée vise à raconter de manière simple et claire l'origine de la sécurité sociale en Belgique. Il crée trois couches temporelles, et y déroule le fil de trois histoires. La première est contemporaine, l'auteur évoque son histoire personnelle librement adaptée et raconte la naissance de sa petite fille Louise en 2007, heureux événement chamboulé par le diagnostic sur le nourrisson d'une grave maladie cardiaque qui va nécessiter une opération à cœur ouvert.
La deuxième est celle de Julien qui nous entraîne à la fin du XIXe siècle où un accouchement difficile pouvait menacer la vie d'une future mère et de son bébé au sein d'une famille ouvrière par faute de moyens financiers. La troisième nous plonge au cœur de la Seconde Guerre mondiale dans une Belgique occupée où d'éminents représentants des travailleurs, du patronat et du gouvernement, se réunissent clandestinement pour élaborer un pacte social. C'est l'histoire des pères fondateurs dans le comité ouvrier et patronal (COP) qui se réunissent en secret le 17 octobre 1941 à Ohain pour la première fois pour imaginer l'après guerre, de préparer la paix et créer un monde sur des principes de justice sociale. Grâce à l’acharnement de représentants patronaux, politiques — dont celle du ministre Achille Van Acker — et ouvriers, va être voté et créé, officiellement, la sécurité sociale belge dès décembre 1944. Selon Pascale Joncour qui écrit dans La revue des livres pour enfants : « Rappelant les combats menés, un beau plaidoyer pour ce système permettant l'accès aux meilleurs soins à tous et aujourd'hui menacé. »
Le site du Service public fédéral Sécurité sociale prépublie la préface de Guy Vanthemsche, professeur émérite d'histoire à l'Université libre de Bruxelles. La postface est signée par les sociologues français Monique Pinçon-Charlot et Michel Pinçon qui concluent : « la lutte pour le maintien et l'élargissement de la socialisation des richesses à travers la sécurité sociale est en lien avec les combats contre le dérèglement climatique. ». À leurs yeux, « Harald Franssen parvient à nous faire vivre de manière la fois émouvante et intellectuelle ce combat décisif pour l'humanité : soit la mort des plus vulnérables, soit le bonheur de tous dans le partage et la solidarité. »
Cet album connaît une traduction en néerlandais sous le titre : Een hart voor elkaar : het verhaal van de Belgische sociale zekerheid, publié par les éditions Deladius la même année.

#### Le Droit de vivre
C'est comme commissaire d'exposition qu'il réalise l’exposition itinérante Le Droit de vivre. Elle se découvre à Dison et tourne en Wallonie (Namur, Mons, La Louvière, Thuin),. Elle retrace l’existence de la sécurité sociale en Belgique. Une aventure « pas gagnée d’avance » pour donner à tous des droits fondamentaux et un avenir qui nous lie les uns aux autres. À travers une scénographie originale et dessinée inspirée de la bande dessinée Un cœur en commun, la belge histoire de la sécurité sociale, Harald Franssen revisite deux siècles d’histoire et de combats.

### Mort
Il meurt le 5 novembre 2024, emporté par la maladie à Namur, à l'âge de 50 ans. Sa dépouille est incinérée.

### Vie privée
Après avoir résidé à Oppagne en 2020, il résidait à Fisenne en province de Luxembourg. Il était le père de deux enfants dont Louise Franssen.

## Œuvre

### Publications

#### Albums de bande dessinée
- Un cœur en commun - La belge histoire de la sécurité sociale[22],[23],[24],[25],[26], Delcourt, Paris, 8 janvier 2020
Scénario et dessin : Harald - Couleurs : Harald, Geoffroy Dussart -  (ISBN 978-2-413-02830-7)

Liste des publications en néerlandais
- Een hart voor elkaar : het verhaal van de Belgische sociale zekerheid, Deladius, Genk, 2020
Scénario, dessin et couleurs : Harald -  (ISBN 9789463941440)

#### En revues et journaux
- Le cahier couleur, La chronique dessinée d’Harald Franssen, Dérivations[27] no 1, septembre 2015  (ISBN 9782930878003)
- Le second cahier couleurs, La chronique dessinée d’Harald Franssen, Dérivations no 2, mars 2016
- La chronique dessinée, Comme un mécano, Dérivations no 3, septembre 2016
- La chronique dessinée, Les Thermomètres de la pollution, Dérivations no 4, juin 2017.

### Filmographie
Sauf indication contraire, les informations mentionnées dans cette section peuvent être confirmées par la base de données cinématographiques IMDb,  présente dans la section « Liens externes ».

#### Comme réalisateur
- 2022 : Momolu and Friends, série télévisée, réalisateur : Harald Franssen, 38 épisodes.

### Expositions
- Le Droit de vivre[28], Espace Tremplin à Dison, du 11 juin au 16 juillet 2021.
- Le Droit de vivre[29],[30], Campus 2000 de la Haute école de la province de Liège (HEPL), Liège, du 25 octobre au 9 novembre 2021
- Le Droit de vivre[31], Hall de la FGTB, Haine-Saint-Paul, du 13 janvier au 27 janvier 2022
- Le Droit de vivre[32], Musée de Folklore vie Frontalière de Mouscron (MUSEF), du 9 avril au 24 avril 2022
- Le Droit de vivre[33],[34], La Cité Miroir, Liège, du 11 juin au 4 septembre 2022.
- Le Droit de vivre[35], centre culturel, Nivelles, du 14 novembre au 14 décembre 2022.
- Le Droit de vivre[36],[37], centre d’art Léon Stenne, Verviers, de janvier au 20 février 2023.
- Le Droit de vivre[38],[39], centre culturel OYOU, Marchin, du 7 mars au 26 mars 2023
- Le Droit de vivre[40], centre culturel, Verviers, avril 2024.
- Le Droit de vivre[41],[42], B3, Liège, 12 novembre au 15 décembre 2024.

#### Interviews
- Harald Franssen (interviewé par Yannick Bovy), « Politique : La Sécu : une belge histoire », revue Politique,‎ 20 mars 2020 (lire en ligne, consulté le 25 juillet 2025)

### Émissions de télévision
- La belge histoire de la sécurité sociale dans une BD de Harald Franssen, Intervenant : Harald Franssen, émission du 10 mars 2020, sur TV Lux, (2 min 8 s).

### Émissions de radio
- Opinions sur La Première, présentation : Yannick Bovy (5 min 23 s), 14 novembre 2024 Écouter en ligne via Auvio .

### Podcasts
- (en) Harald Franssen sur SoundCloud

### Vidéographie
- [vidéo] « La Sécu, notre cœur en commun », sur YouTube, 24 février 2020
- [vidéo] « Interview de Harald Franssen - Journée Mondiale de Lutte Contre la pauvreté », sur YouTube, 20 octobre 2020
- [vidéo] « Expo Le Droit de vivre présentée par Harald Franssen », sur YouTube, 21 mai 2021